# Asplenium paucijugum
Asplenium paucijugum är en svartbräkenväxtart som beskrevs av Harvey Eugene Ballard. Asplenium paucijugum ingår i släktet Asplenium och familjen Aspleniaceae. Utöver nominatformen finns också underarten A. p. simplex.